# جورج كامبل (لاعب كريكت)
جورج كامبل (9 فبراير 1979 بهامرسميث في المملكة المتحدة - ) (بالإنجليزية: George Campbell)‏ هو لاعب كريكت بريطاني. لعب مع Sussex Cricket Board ‏.